# Meaucé
Meaucé és un municipi francès, situat al departament de l'Eure i Loir i a la regió de Centre – Vall del Loira. L'any 2007 tenia 515 habitants.

## Demografia

### Població
El 2007 la població de fet de Meaucé era de 515 persones. Hi havia 222 famílies, de les quals 44 eren unipersonals (24 homes vivint sols i 20 dones vivint soles), 97 parelles sense fills, 61 parelles amb fills i 20 famílies monoparentals amb fills.
La població ha evolucionat segons el següent gràfic:
Habitants censats

### Habitatges
El 2007 hi havia 254 habitatges, 220 eren l'habitatge principal de la família, 23 eren segones residències i 12 estaven desocupats. 250 eren cases i 4 eren apartaments. Dels 220 habitatges principals, 187 estaven ocupats pels seus propietaris, 28 estaven llogats i ocupats pels llogaters i 5 estaven cedits a títol gratuït; 2 tenien una cambra, 10 en tenien dues, 37 en tenien tres, 84 en tenien quatre i 87 en tenien cinc o més. 180 habitatges disposaven pel capbaix d'una plaça de pàrquing. A 103 habitatges hi havia un automòbil i a 100 n'hi havia dos o més.

### Piràmide de població
La piràmide de població per edats i sexe el 2009 era:
| Homes | Edats   | Dones |
| ----- | ------- | ----- |
| 0     | 95 o +  | 0     |
| 0     | 90 a 94 | 0     |
| 0     | 85 a 89 | 0     |
| 0     | 80 a 84 | 12    |
| 0     | 75 a 79 | 0     |
| 20    | 70 a 74 | 4     |
| 4     | 65 a 69 | 16    |
| 8     | 60 a 64 | 16    |
| 4     | 55 a 59 | 8     |
| 12    | 50 a 54 | 16    |
| 52    | 45 a 49 | 32    |
| 28    | 40 a 44 | 32    |
| 44    | 35 a 39 | 12    |
| 4     | 30 a 34 | 32    |
| 16    | 25 a 29 | 12    |
| 28    | 20 a 24 | 8     |
| 40    | 15 a 19 | 24    |
| 8     | 10 a 14 | 20    |
| 28    | 5 a 9   | 16    |
| 12    | 0 a 4   | 16    |

## Economia
El 2007 la població en edat de treballar era de 349 persones, 263 eren actives i 86 eren inactives. De les 263 persones actives 235 estaven ocupades (127 homes i 108 dones) i 28 estaven aturades (11 homes i 17 dones). De les 86 persones inactives 49 estaven jubilades, 18 estaven estudiant i 19 estaven classificades com a «altres inactius».

### Ingressos
El 2009 a Meaucé hi havia 217 unitats fiscals que integraven 524 persones, la mediana anual d'ingressos fiscals per persona era de 21.060,5 €.

### Activitats econòmiques
Dels 28 establiments que hi havia el 2007, 1 era d'una empresa extractiva, 4 d'empreses de fabricació d'altres productes industrials, 3 d'empreses de construcció, 10 d'empreses de comerç i reparació d'automòbils, 1 d'una empresa de transport, 2 d'empreses d'hostatgeria i restauració, 2 d'empreses d'informació i comunicació, 1 d'una empresa financera, 1 d'una empresa immobiliària, 2 d'empreses de serveis i 1 d'una empresa classificada com a «altres activitats de serveis».
Dels 11 establiments de servei als particulars que hi havia el 2009, 3 eren tallers de reparació d'automòbils i de material agrícola, 1 establiment de lloguer de cotxes, 1 guixaire pintor, 1 lampisteria, 1 empresa de construcció, 2 restaurants, 1 agència immobiliària i 1 saló de bellesa.
L'únic establiment comercial que hi havia el 2009 era una perfumeria.
L'any 2000 a Meaucé hi havia 14 explotacions agrícoles que ocupaven un total de 738 hectàrees.

## Equipaments sanitaris i escolars
El 2009 hi havia una escola maternal integrada dins d'un grup escolar amb les comunes properes formant una escola dispersa.

## Poblacions properes
El següent diagrama mostra les poblacions més properes.